# Dworianskoje (obwód wołgogradzki)
Dworianskoje (ros. Дворянское) – wieś w Rosji, w obwodzie wołgogradzkim, w rejonie kamyszyńskim. W 2010 liczyła 2086 mieszkańców.